# Relações entre Grécia e Vietnã
As relações entre a Grécia e o Vietnã se referem às relações diplomáticas entre os dois países. A Grécia abriga a embaixada vietnamita em Atenas, e o Vietnã abriga uma embaixada grega em Hanói.

## História
Embora os dois países não tivessem muitos vínculos históricos no passado, o antigo Reino de Funan, que ocupava o sul do Vietnã e o Camboja, mantinha comércio com mercadores gregos. Os gregos consideravam o Reino de Funan uma das civilizações mais prósperas, e muitas de suas pedras preciosas foram trazidas de volta para a Grécia. No entanto, com a queda do Reino de Funan e a posterior ascensão de outros estados antigos (como Đại Việt, Reino de Champá e o Império Quemer), as relações diretas com a Grécia desapareceram.
O comércio de produtos orientais (seda, brocados, especiarias, ninhos de pássaros comestíveis, pérolas, madeiras exóticas etc.) do Vietnã só chegou ao Império Romano (e, mais tarde, ao Império Bizantino, dominado pelos gregos) por meio da Rota da Seda e das rotas comerciais do Oceano Índico, e não por contato direto com os gregos.
Com a Queda de Constantinopla, foi somente no século XX que os dois países estabeleceram laços.

### Guerra da Indochina
Durante a Primeira Guerra da Indochina, entre os vietnamitas liderados pelo Việt Minh e pela França, um grego que desertou do exército francês, Kostas Sarantidis, lutou do lado vietnamita contra os franceses. Ele acabou adotando seu nome vietnamita, "Nguyễn Văn Lập", e se casou com uma mulher vietnamita. Além disso, se tornou fluente na língua vietnamita. Devido aos seus esforços para libertar o Vietnã dos franceses, ele foi premiado com a "Ordem da Amizade e Nacionalidade Vietnamita" em 2011. Em 2013, ele foi nomeado Herói das Forças Armadas do Povo, sendo o único estrangeiro que recebeu esse título. Ele também recebeu vários outros títulos honorários do Partido e do Estado vietnamita, incluindo a Medalha da Vitória, Terceira Classe, e a Medalha da Guerra de Resistência, Segunda Classe.

### Guerra do Vietnã
Embora a Guerra do Vietnã não fosse a prioridade da Grécia, os grego-australianos fizeram parte da Forças Armadas da Austrália e lutaram contra o Vietnã do Norte ao lado do Vietnã do Sul.

## Relações diplomáticas
Com as reformas Doi Moi do Vietnã, a Grécia e o Vietnã estabeleceram relações oficiais, que foram consideradas excelentes. O Vietnã tem se ligado cada vez mais aos gregos, principalmente nos últimos anos, com a Grécia apoiando o tratado de livre-comércio do Vietnã com a União Europeia, da qual a Grécia é membro. O vínculo diplomático também aumentou.
Durante a pandemia da COVID-19, a Grécia doou 250.000 vacinas ao Vietnã.